# ألفريد ندياي
ألفريد ندياي (بالفرنسية: Alfred N'Diaye) (مواليد 6 مارس 1990 في باريس - فرنسا) لاعب كرة قدم سنغالي لعب سابقاً لصالح نادي الشباب في مركز الوسط المدافع كما يجيد اللعب في مركز قلب الدفاع.

## روابط خارجية
- ألفريد ندياي على موقع الاتحاد الدولي (مؤرشف)  (الإنجليزية)
- ألفريد ندياي على موقع اتحاد تركيا (لاعب) (الإنجليزية)
- ألفريد ندياي على موقع رابطة كرة القدم الفرنسية للمحترفين (الإنجليزية)
- ألفريد ندياي على موقع قاعدة بيانات كرة القدم.إي يو (الإنجليزية)
- ألفريد ندياي على موقع ناشيونال فوتبول تيمز (الإنجليزية)
- ألفريد ندياي على موقع Soccerbase.com (لاعب) (الإنجليزية)
- ألفريد ندياي على موقع Soccerway.com (الإنجليزية)
- ألفريد ندياي على موقع عالم كرة القدم.نت (الإنجليزية)
- ألفريد ندياي على موقع AS.com (الإسبانية)